# کاپفورد
کاپفورد (به انگلیسی: Copford) یک روستا و محله مدنی در بریتانیا است که در Colchester واقع شده‌است. کاپفورد ۱٬۶۸۹ نفر جمعیت دارد.